# James Anthony Walsh
James Anthony Walsh (Cambridge, 24 febbraio 1867 – Maryknoll, 14 aprile 1936) è stato un vescovo cattolico statunitense, cofondatore e primo superiore generale della Società per le missioni estere degli Stati Uniti d'America.

## Biografia
James Anthony Walsh nacque a Cambridge, Massachusetts, il 24 febbraio 1867 da James Walsh e Hanna (nata Shea).
Dopo aver completato la sua istruzione elementare nelle scuole pubbliche, frequentò la Boston College High School dove, in attività extrascolastiche, sviluppò una passione per il giornalismo. Iniziò gli studi universitari al Boston College ma li interruppe per studiare contabilità. Si trasferì all'Harvard College come "studente speciale".
Nel 1886 entrò nel seminario di Brighton e il 20 maggio 1892 fu ordinato presbitero per l'arcidiocesi di Boston nella cattedrale della Santa Croce a Boston. In seguito fu curato della chiesa di San Patrizio a Roxbury dove diresse sodalizi e organizzazioni per giovani uomini e donne della parrocchia. Nel 1903 venne nominato direttore diocesano della Società per la propagazione della fede.
Spinto dal desiderio di occuparsi delle missioni, si recò in Europa e nel 1902 visitò i seminari della Società Missionaria di San Giuseppe di Mill Hill e della Società per le Missioni Estere di Parigi.

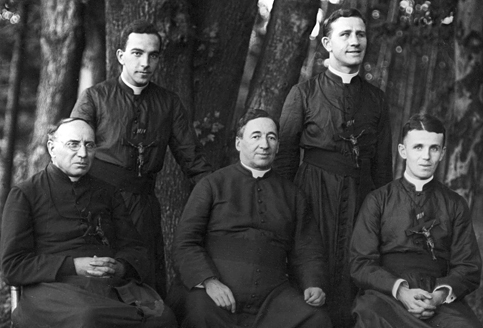
Fotografia scattata nel 1918. Padre James Anthony Walsh è seduto al centro e accompagnato dai primi missionari di Maryknoll diretti in Cina. Seduto a sinistra, padre Thomas Frederick Price (co-fondatore) e seduto a destra, don James Edward Walsh; in piedi a sinistra padre Francis Xavier Ford, a destra padre Bernard Meyer.

Tornato negli Stati Uniti, incontrò Thomas Frederick Price, con il quale decise di aprire un seminario per la formazione del clero missionario: nel 1907 fondò la rivista missionaria The Field Afar, una pubblicazione mensile sulle missioni estere della Chiesa cattolica, e nel 1911, con l'approvazione dell'episcopato statunitense e della Congregazione di Propaganda Fide, fondò la Società per le Missioni Estere degli Stati Uniti d'America, con sede a Maryknoll, presso New York.
Walsh fu il primo superiore generale della congregazione e resse l'istituto fino al 1935. Nel 1912 contribuì a fondare il ramo femminile dell'istituto.
Il 20 aprile 1933 papa Pio XI lo nominò vescovo titolare di Siene. Ricevette l'ordinazione episcopale il 29 giugno successivo nella cappella del palazzo di Propaganda Fide a Roma dal cardinale Pietro Fumasoni Biondi, prefetto della Congregazione di Propaganda Fide, coconsacranti l'arcivescovo metropolita di Cincinnati John Timothy McNicholas e il vescovo ausiliare di New York John Joseph Dunn.
Morì a Maryknoll il 14 aprile 1936 all'età di 69 anni.
Oltre ai suoi articoli pubblicati su The Field Afar, lasciò numerosi scritti: Choral Sodality Handbook (1898-1955), A Modern Martyr (1907), Thoughts From Modern Martyrs (1908), Observations In The Orient (1919) e In The Homes Of Martyrs (1922).
È sepolto, insieme con Thomas Frederick Price, nella cripta della cappella del seminario di Maryknoll.

## Genealogia episcopale
La genealogia episcopale è:
- Cardinale Scipione Rebiba
- Cardinale Giulio Antonio Santori
- Cardinale Girolamo Bernerio, O.P.
- Arcivescovo Galeazzo Sanvitale
- Cardinale Ludovico Ludovisi
- Cardinale Luigi Caetani
- Cardinale Ulderico Carpegna
- Cardinale Paluzzo Paluzzi Altieri degli Albertoni
- Papa Benedetto XIII
- Papa Benedetto XIV
- Papa Clemente XIII
- Cardinale Marcantonio Colonna
- Cardinale Giacinto Sigismondo Gerdil, B.
- Cardinale Giulio Maria della Somaglia
- Cardinale Carlo Odescalchi, S.I.
- Cardinale Costantino Patrizi Naro
- Cardinale Serafino Vannutelli
- Cardinale Domenico Serafini, O.S.B.Subl.
- Cardinale Pietro Fumasoni Biondi
- Vescovo James Anthony Walsh, M.M.